# Cyathostemma
Cyathostemma là chi thực vật có hoa trong họ Annonaceae.